# Jacques Tabary
Pour les articles homonymes, voir Tabary.
Ne doit pas être confondu avec Jean Tabary ou Nicolas Tabary.
Jacques Tabary, né le 6 juin 1926 dans le 18e arrondissement de Paris et mort le 22 octobre 2018 à Égly, est un dessinateur français principalement connu pour ses couvertures, notices de montage des gadgets, auto-publicités et illustrations pour les éditions Vaillant.

## Biographie
Jacques Tabary est né le 6 juin 1926. Il commence sa carrière en tant que staffeur, mais en 1965, son frère Jean lui propose de venir travailler avec lui chez Vaillant.
Là-bas, il parvient à dupliquer le style de son frère et commence à lettrer les histoires de Corinne et Jeannot, puis en réalise des encrages à partir de crayonnés précis, tout comme pour Totoche.
Jacques Tabary travaille beaucoup pour Totoche Poche, qui a connu un certain succès à partir de 1966, et qu'il finit par dessiner entièrement.
Il encre également les Gai-Luron poche.
Avec la naissance de Pif Gadget, il réalise en particulier la plupart des dessins explicatifs pour le montage et l’utilisation des gadgets, ainsi que les tours de magie Monsieur Magie, personnage dont il est le créateur, dans le Journal des jeux, la série des magies parues dans les poches, de même que les affichettes qui étaient envoyées chez les marchands de journaux et de nombreuses couvertures de Pif Gadget.
À la fin de sa carrière, il dessine de nombreux jeux pour diverses publications Disney (Mickey Poche, le Journal de Mickey, Mickey Jeux, Mickey Parade, Super Picsou Géant).
Il décède le 22 octobre 2018,.

## Livres-jeux
- janvier 1985 et janvier 1991, Pif bd-jeu (Piste noire, piste verte), Pif Jeux et casse-tête 1 et 14 hors-série[9].
- mars 1985 et novembre 1990, Pif bd-jeu (Au temple du Soleil), Pif Jeux et casse-tête 2 et 13 hors-série.
- mai 1985 et mai 1991, Pif bd-jeu (Dans l'espace), Pif Jeux et casse-tête 3 et 16 hors-série.
- juillet 1985 et mars 1991, Pif bd-jeu (Chez Merlin l'enchanteur), Pif Jeux et casse-tête 4 et 15 hors-série.
- septembre 1985, Pif bd-jeu (Au Far West), Pif Jeux et casse-tête 5.